# Eberardo II di Württemberg (conte)
Eberardo II di Wurttemberg detto "il Cacciatore" (1315 – Stoccarda, 15 marzo 1392) fu conte del Württemberg dal 1344 al 1392.

## Biografia
Era figlio del conte Ulrico III di Württemberg e di Sofia di Ferrette. Sposò la contessa Elisabetta di Henneberg-Schleusingen il 17 settembre 1342. Ebbero due figli: Ulrico, padre del suo successore, Eberardo III e Sofia, successivamente duchessa di Lorena.
All'inizio della sua reggenza, nel 1344 sino al 1361 egli venne associato con il fratello Ulrico IV, con il quale firmò un trattato che sanciva l'indivisibilità del Württemberg. Poco dopo Ulrico IV rinunciò al suo ruolo di coreggente, il 1º maggio 1362. Al fine di fortificare e di estendere i domini del Württemberg, Eberardo II promosse una serie di patti con l'Imperatore Carlo IV. Come risultato, lui ed il fratello ricevettero privilegi ulteriori, come ad esempio la giurisdizione indipendente che definì la Contea del Württemberg.
Un momento di instabilità si verificò nel 1367 con l'attacco del conte Wolf di Eberstein ad Eberardo II ed a suo figlio Ulrico durante il loro periodo di residenza a "Wildbad" (presumibilmente Wildbad o Teinach). Entrambi furono costretti ad una fuga improvvisa verso il castello di Neueberstein. Questo assedio fu comunque infruttuoso.
Durante la reggenza si allineò con la politica delle città imperiali con l'intenzione di estendere il Württemberg. Egli si batté con la Schwäbischer Städtebund (Lega delle Città della Svevia) nel 1376, nel 1372 a Altheim, nel 1377 a Reutlingen e nel 1388 presso Döffingen. Il risultato di questi scontri garantì l'indipendenza delle città. Comunque il territorio di Eberardo II si ingrandì includendo Böblingen e Calw.
Il suo erede designato, Ulrico, venne ucciso nella vittoriosa battaglia di Döffingen.

## Ascendenza
|                             |                   |                      | Genitori |  |  | Nonni                     |  |  | Bisnonni |  |
|                             |                   |                      |          |  |  | Eberardo I di Württemberg |  |  | …        |  |
|                             |                   |                      |          |  |  | Eberardo I di Württemberg |  |  | …        |  |
|                             |                   | …                    |          |  |  | Eberardo I di Württemberg |  |  |          |  |
| Ulrico III di Württemberg   |                   |                      |          |  |  | Eberardo I di Württemberg |  |  |          |  |
|                             |                   | Margherita di Lorena | …        |  |  |                           |  |  |          |  |
|                             |                   | Margherita di Lorena | …        |  |  |                           |  |  |          |  |
|                             |                   | Margherita di Lorena | …        |  |  |                           |  |  |          |  |
| Eberardo II del Württemberg |                   | Margherita di Lorena |          |  |  |                           |  |  |          |  |
|                             | Teobaldo di Pfirt | …                    |          |  |  |                           |  |  |          |  |
|                             | Teobaldo di Pfirt | …                    |          |  |  |                           |  |  |          |  |
|                             | Teobaldo di Pfirt | …                    |          |  |  |                           |  |  |          |  |
| Sofia di Pfirt              | Teobaldo di Pfirt |                      |          |  |  |                           |  |  |          |  |
|                             |                   | Caterina di Klingen  | …        |  |  |                           |  |  |          |  |
|                             |                   | Caterina di Klingen  | …        |  |  |                           |  |  |          |  |
|                             |                   | Caterina di Klingen  | …        |  |  |                           |  |  |          |  |
|                             |                   | Caterina di Klingen  |          |  |  |                           |  |  |          |  |